# YOU ARE THE ONE
「YOU ARE THE ONE」（ユー・アー・ザ・ワン）は、1997年1月1日に発売されたTK PRESENTS こねっとのシングル。発売元はこねっとプラン事務局。規格品番：KPDD-20171。

## 概要
小室哲哉が、これまでにプロデュースや楽曲提供を手掛けたアーティスト達に賛同を求め、結成したコラボレーショングループ・TK PRESENTS こねっと名義で発表されたチャリティーシングル。
本作は、学校教育におけるインターネット・マルチメディア環境の普及を目的とするチャリティー・プロジェクト『こねっと・プラン』のテーマソングとして制作された。「こねっと」とは「子供（こども）ネットワーク」を意味する。

## 解説

### 楽曲制作の背景
1996年5月、日本電信電話（NTT）は文部省（当時）の協力の下、全国の小・中・高等学校等に対して、総額約4億円の寄付と技術支援によるインターネットを中心としたマルチメディアの利用環境の整備を支援するプログラムとして『こねっと・プラン』をスタートした。同年7月には、NTTとプログラムに賛同する企業・団体・個人によって「こねっと・プラン推進協議会」が設立された。
当時、インターネットによる情報発信に取り組んでいた小室は「こねっと・プラン」の趣旨に賛同し、推進協議会に加わった。そして支援活動として、テーマソングのプロデュースとCDシングルの発売を行い、その売上による収益金を「こねっと・プラン」の活動資金として全額寄付することが決定した。
小室は以前、阪神・淡路大震災の際に「被災者に音楽を届けたい」と考え、CDとCDラジカセ500台を数回に分けて贈ったが、現場の混乱もあって上手く行き渡らなかった。本作のオファーが舞い込んだ時に小室は「挽回する機会」と即座に引き受けた。

### 楽曲解説
コンセプトは「インターネットやSNSが世の中を支配して今の生活が一変する世界をイメージした」「未来を担う子供達に『君は一人しかいない存在だよ』『群れは成すけれど、その群れの中でも一人ひとりの個性はそれぞれ違う』と呼びかける」と語り、「未来」という言葉をキーワードにし、随所に散りばめた。
レコーディングに際しては、全員がスタジオ入りして歌入れするのは難しかったため、小室がロサンゼルスで制作した音源をISDN回線を用いて東京のスタジオに送り、歌詞を担当するパート毎に別々に録音し、録音した音源を再度ロサンゼルスに送って一つにまとめるという手法がとられた。歌う順番は声質やキーの高さを考慮して決めた。
楽曲の雛形は1995年に完成していて、発売前から小室の公式ウェブサイト上で試験的に配信していた。1996年11月27日に開催された「こねっと・プラン」のキックオフセミナーでは、小室がロサンゼルスからテレビ会議を通じて、全国の学校に向けて「インターネットと音楽」をテーマに講演を行うとともに、制作途中であった本作の一部を披露した。
1996年12月24日から翌1997年1月10日にかけて、小室が主催するネットイベント「TK Trillion Net」が開催された。そのメイン企画であった、1996年12月31日から翌1997年1月1日にかけての年越しライブ、および中継テレビ番組「TK Gateway Countdown Live」にて、参加メンバーのほとんどが一堂に会してフルコーラスで披露した。しかし、甲斐よしひろ、宇都宮隆、浜田雅功はライブに直接出演できず、3人のパートのみCD音源と事前収録のVTR映像が流された。全員が集まって演奏する機会は一度も無かった。
本作発売と同日に創刊された小室の公式雑誌『TK GATEWAY TRAIN』の付録CDに、本楽曲の音源が収録されていた。また、前述の年越しライブイベントの開催中に限り、イベント用ウェブサイトから本楽曲のフルサイズのデータをダウンロードすることができた。
オリコン週間シングルチャートでは1位、同年間チャートでは7位にランクイン。累計売上は122.5万枚を記録した。本作の売り上げは「こねっと・プラン」の活動資金として寄付され、小・中・高等学校等に向けたパソコン・インターネットの普及資金に充てられた。

### その後
2001年2月4日、兵庫県神戸市のワールド記念ホールで、震災復興記念のチャリティーイベント「届け世界へ！神戸、感謝の1万人コンサート」が開催された。小室は先述の被災地支援の経験もあって同イベントに総合プロデューサーとして参加し、フィナーレでは小室のピアノと市民オーケストラの演奏に合わせて、地元の小中高生やゲストアーティスト、来場した6千人の観客で本作を合唱した。小室はコンサートの挨拶で、「震災の瞬間、僕は東京のスタジオでレコーディングをしていました。あれから6年経って、神戸の皆さんと一緒に音楽ができるとは夢のようです」と語った。
2017年に本作を「We Are The World」と比較し、「『難民を救おう』というシンプルな呼びかけから、世界中に感動の渦が広がっていき、みんなが一緒に感動できるような状況は生まれにくくなった」と振り返っている。

## 参加アーティスト
- 小室哲哉（TMN・globe・H Jungle with t）[注 3][注 4]
  - 以下、歌唱順。
- 内田有紀
- hitomi
- 甲斐よしひろ
- 宇都宮隆（TMN）[注 5]
- taeco・kaba（dos）[注 6]
- 久保こーじ[注 7]
- 浜田雅功（H Jungle with t）
- 大賀埜々
- SAM・ETSU・CHIHARU（TRF）
- 木根尚登（TMN）
- m.c.A・T
- 天方直実
- asami（dos）[注 8]
- マーク・パンサー（globe）
- DJ KOO（TRF）
- 安室奈美恵
- 華原朋美
- KEIKO（globe）
- YŪKI（TRF）
- 観月ありさ

## 収録曲
| 全作詞: 小室哲哉・MARC・DJ KOO・hitomi、全作曲・編曲: 小室哲哉。 |                                         |                                      |            |      |
| #                                                                | タイトル                                | 作詞                                 | 作曲・編曲 | 時間 |
| 1.                                                               | 「YOU ARE THE ONE (ORIGINAL MIX)」      | 小室哲哉 ・ MARC ・ DJ KOO ・ hitomi | 小室哲哉   | 5:51 |
| 2.                                                               | 「YOU ARE THE ONE (A CAPPELLA MIX)」    | 小室哲哉 ・ MARC ・ DJ KOO ・ hitomi | 小室哲哉   | 5:49 |
| 3.                                                               | 「YOU ARE THE ONE (JUST INSTRUMENTAL)」 | 小室哲哉 ・ MARC ・ DJ KOO ・ hitomi | 小室哲哉   | 5:52 |
| 合計時間:                                                        | 合計時間:                               | 17:32                                |            |      |

備考
- 2曲目は「A CAPPELLA MIX」となっているが、バックトラックがあるため純粋なア・カペラではない。

## クレジット
- Produced : 小室哲哉
- Guitar : Michael Thompson
- Bass : 佐野健二
- Mixed : Gary Thomas Wright

## 収録アルバム
いずれのアルバムにも、1曲目「YOU ARE THE ONE (ORIGINAL MIX)」が収録されている。
- 『ARIGATO 30 MILLION COPIES -BEST OF TK WORKS-』（2000年）
- 『THE GREATEST HITS - 小室哲哉作品集 - a』（2006年）
- 『TK BOX ～TETSUYA KOMURO HIT HISTORY～』（2011年）
- 『TETSUYA KOMURO ARCHIVES』（2018年）

## セルフカバー
- globe - アルバム『Love again』（1998年）に「You are the one」として収録。
- 安室奈美恵 - シングル「SOMETHING 'BOUT THE KISS」（1999年）に「YOU ARE THE ONE featuring IMAJIN（英語版）」として収録。また、アルバム『GENIUS 2000』（2000年）に同曲をアルバムバージョンで収録。